# Craven
Craven is een Engels district in het shire-graafschap (non-metropolitan county OF county) North Yorkshire en telt 57.000 inwoners. De oppervlakte bedraagt 1177 km². Hoofdplaats is Skipton.
Van de bevolking is 20,2% ouder dan 65 jaar. De werkloosheid bedraagt 2,0% van de beroepsbevolking (cijfers volkstelling 2001).

## Plaatsen in district Craven
- High Bentham

## Civil parishesin district Craven
Airton, Appletreewick, Arncliffe, Austwick, Bank Newton, Barden, Beamsley, Bentham, Bolton Abbey, Bradleys Both, Broughton, Buckden, Burnsall, Burton in Lonsdale, Calton, Carleton, Clapham cum Newby, Coniston Cold, Conistone with Kilnsey, Cononley, Cowling, Cracoe, Draughton, Elslack, Embsay with Eastby, Eshton, Farnhill, Flasby with Winterburn, Gargrave, Giggleswick, Glusburn and Cross Hills, Grassington, Halton East, Halton Gill, Halton West, Hanlith, Hartlington, Hawkswick, Hazlewood with Storiths, Hebden, Hellifield, Hetton-cum-Bordley, Horton in Ribblesdale, Ingleton, Kettlewell with Starbotton, Kildwick, Kirkby Malham, Langcliffe, Lawkland, Linton, Litton, Long Preston, Lothersdale, Malham, Malham Moor, Martons Both, Otterburn, Rathmell, Rylstone, Scosthrop, Settle, Skipton, Stainforth, Stirton with Thorlby, Sutton, Swinden, Thornton in Craven, Thornton in Lonsdale, Thorpe, Threshfield, Wigglesworth, Winterburn.